# Hans Hoffmeister
Johannes Hoffmeister, detto Hans (Chemnitz, 3 febbraio 1936 – 26 settembre 2016), è stato un pallanuotista tedesco.
Scappato dalla DDR, ha fatto parte della Squadra Unificata Tedesca ai Giochi di Roma 1960 e della Germania Ovest ai Giochi di Città del Messico 1968 e di Monaco di Baviera 1972.